# Lista odcinków serialu Power
Poniżej znajduje się lista odcinków serialu telewizyjnego Power – emitowanego przez amerykańską stację kablową Starz od 7 czerwca 2014 roku. W Polsce serial nie jest emitowany.
| Sezon | Sezon | Odcinki | Oryginalna emisja Starz | Oryginalna emisja Starz | Oryginalna emisja | Oryginalna emisja | Oryginalna emisja |
| Sezon | Sezon | Odcinki | Premiera sezonu         | Finał sezonu            | Premiera sezonu   | Finał sezonu      |                   |
| ----- | ----- | ------- | ----------------------- | ----------------------- | ----------------- | ----------------- | ----------------- |
|       | 1     | 8       | 7 czerwca 2014          | 2 sierpnia 2014         | brak danych       | brak danych       |                   |
|       | 2     | 10      | 6 czerwca 2015          | 15 sierpnia 2015        | brak danych       | brak danych       |                   |
|       | 3     | 10      | 17 lipca 2016           | 25 września 2016        | brak danych       | brak danych       |                   |
|       | 4     | 10      | 25 czerwca 2017         | 27 sierpnia 2017        | brak danych       | brak danych       |                   |
|       | 5     | 10      | 1 lipca 2018            | 2 września 2018         | brak danych       | brak danych       |                   |
|       | 6     | 16      | 25 sierpnia 2019        | brak danych             | brak danych       | brak danych       |                   |

## Sezon 1 (2014)
| Nr | # | Tytuł           | Reżyseria          | Scenariusz                           | Premiera Starz  | Premiera     |
| -- | - | --------------- | ------------------ | ------------------------------------ | --------------- | ------------ |
| 1  | 1 | Pilot           | Anthony Hemingway  | Courtney Kemp Agboh                  | 7 czerwca 2014  | nieemitowany |
| 2  | 2 | Whoever He Is   | Anthony Hemingway  | Courtney Kemp Agboh                  | 14 czerwca 2014 | nieemitowany |
| 3  | 3 | This Is Real    | John David Coles   | Lauren Schmidt                       | 21 czerwca 2014 | nieemitowany |
| 4  | 4 | Who Are You?    | John David Coles   | Sascha Penn                          | 28 czerwca 2014 | nieemitowany |
| 5  | 5 | I Gotta Go      | George Tillman Jr. | Randy Huggins                        | 12 lipca 2014   | nieemitowany |
| 6  | 6 | Who You With?   | George Tillman Jr. | Salvatore Stabile                    | 19 lipca 2014   | nieemitowany |
| 7  | 7 | Loyalty         | Kari Skogland      | Raphael Jackson Jr., Damione Macedon | 26 lipca 2014   | nieemitowany |
| 8  | 8 | Best Laid Plans | Kari Skogland      | Courtney Kemp Agboh, Vladimir Cvetko | 2 sierpnia 2014 | nieemitowany |

## Sezon 2 (2015)
| Nr | #  | Tytuł                              | Reżyseria          | Scenariusz                           | Premiera Starz   | Premiera     |
| -- | -- | ---------------------------------- | ------------------ | ------------------------------------ | ---------------- | ------------ |
| 9  | 1  | Consequences                       | Simon Cellan Jones | Courtney Kemp Agboh                  | 6 czerwca 2015   | nieemitowany |
| 10 | 2  | Friends on the Street              | Stefan Schwartz    | Gary Lennon                          | 13 czerwca 2015  | nieemitowany |
| 11 | 3  | Like We're Any Other Couple        | David Knoller      | Randy Huggins                        | 20 czerwca 2015  | nieemitowany |
| 12 | 4  | You're the Only Person I Can Trust | Bill Johnson       | Lauren Schmidt                       | 27 czerwca 2015  | nieemitowany |
| 13 | 5  | Who You Are and Who You Want to Be | David Knoller      | Raphael Jackson Jr., Damione Macedon | 11 lipca 2015    | nieemitowany |
| 14 | 6  | Why Her?                           | Sanford Bookstaver | Gary Lennon                          | 18 lipca 2015    | nieemitowany |
| 15 | 7  | You're Not the Man                 | Dennie Gordon      | Vladimir Cvetko                      | 25 lipca 2015    | nieemitowany |
| 16 | 8  | Three Moves Ahead                  | Rob Hardy          | Randy Huggins                        | 1 sierpnia 2015  | nieemitowany |
| 17 | 9  | Time's Up                          | Jim McKay          | Raphael Jackson Jr.,Damione Macedon  | 8 sierpnia 2015  | nieemitowany |
| 18 | 10 | Ghost Is Dead                      | Michael J. Bassett | Courtney Kemp Agboh, Safia Dirie     | 15 sierpnia 2015 | nieemitowany |

## Sezon 3 (2016)
11 czerwca 2015 roku, stacja Starz zamówiła 3 serię
| Nr | #  | Tytuł               | Reżyseria          | Scenariusz                           | Premiera Starz   | Premiera     |
| -- | -- | ------------------- | ------------------ | ------------------------------------ | ---------------- | ------------ |
| 19 | 1  | Call Me James       | George Tillman Jr. | Courtney Kemp Agboh                  | 17 lipca 2016    | nieemitowany |
| 20 | 2  | It's Never Over     | Sanford Bookstaver | Gary Lennon                          | 24 lipca 2016    | nieemitowany |
| 21 | 3  | I Got This on Lock  | Lukas Ettlin       | Randy Huggins                        | 31 lipca 2016    | nieemitowany |
| 22 | 4  | Don't Worry, Baby   | Larysa Kondracki   | Heather Zuhlke                       | 7 sierpnia 2016  | nieemitowany |
| 23 | 5  | Help Me             | Sanford Bookstaver | Damione Macedon, Raphael Jackson Jr  | 14 sierpnia 2016 | nieemitowany |
| 24 | 6  | The Right Decision  | Michael J. Bassett | Vladimir Cvetko, Safia M. Dirie      | 21 sierpnia 2016 | nieemitowany |
| 25 | 7  | Don't Go            | Rob Hardy          | Safia M. Dirie                       | 28 sierpnia 2016 | nieemitowany |
| 26 | 8  | Trust Me            | Jim McKay          | Gary Lennon                          | 4 września 2016  | nieemitowany |
| 27 | 9  | I Call the Shots    | Magnus Martens     | Damione Macedon, Raphael Jackson Jr. | 18 września 2016 | nieemitowany |
| 28 | 10 | In My Best Interest | Michael J. Bassett | Courtney Kemp Agboh, Jeff Dix        | 25 września 2016 | nieemitowany |

## Sezon 4 (2017)
| Nr | #  | Tytuł                         | Reżyseria          | Scenariusz                           | Premiera Starz   | Premiera     |
| -- | -- | ----------------------------- | ------------------ | ------------------------------------ | ---------------- | ------------ |
| 29 | 1  | When I Get Out                | Stefan Schwartz    | Courtney A. Kemp                     | 25 czerwca 2017  | nieemitowany |
| 30 | 2  | Things Are Going to Get Worse | Sanford Bookstaver | Heather Zuhlke                       | 2 lipca 2017     | nieemitowany |
| 31 | 3  | The Kind of Man You Are       | Larysa Kondracki   | Jeff Dix                             | 9 lipca 2017     | nieemitowany |
| 32 | 4  | We're in This Together        | James M. Muro      | Warren Hsu Leonard                   | 16 lipca 2017    | nieemitowany |
| 33 | 5  | Don't Thank Me                | Sanford Bookstaver | Raphael Jackson Jr., Damione Macedon | 23 lipca 2017    | nieemitowany |
| 34 | 6  | New Man                       | Dennie Gordon      | Gary Lennon                          | 30 lipca 2017    | nieemitowany |
| 35 | 7  | You Lied to My Face           | Sanford Bookstaver | Vladimir Cvetko                      | 6 sierpnia 2017  | nieemitowany |
| 36 | 8  | It's Done                     | Hernan Otaño       | Raphael Jackson Jr., Damione Macedon | 13 sierpnia 2017 | nieemitowany |
| 37 | 9  | That Ain't Me                 | Victoria Mahoney   | Safia Dirie                          | 20 sierpnia 2017 | nieemitowany |
| 38 | 10 | You Can't Fix This            | Rob Hardy          | Courtney Kemp Agboh, Monica Mitchell | 27 sierpnia 2017 | nieemitowany |

## Sezon 5 (2018)
| Nr | #  | Tytuł                     | Reżyseria           | Scenariusz                       | Premiera Starz   | Premiera     |
| -- | -- | ------------------------- | ------------------- | -------------------------------- | ---------------- | ------------ |
| 39 | 1  | Everyone Is Implicated    | Stefan Schwartz     | Courtney A. Kemp                 | 1 lipca 2018     | nieemitowany |
| 40 | 2  | Damage Control            | Solvan “Slick” Naim | Heather Zuhlke                   | 8 lipca 2018     | nieemitowany |
| 41 | 3  | Are We On the Same Team?  | Tina Mabry          | Vladimir Cvetko                  | 15 lipca 2018    | nieemitowany |
| 42 | 4  | Second Chances            | Bart Wenrich        | Jeff Dix                         | 22 lipca 2018    | nieemitowany |
| 43 | 5  | Happy Birthday            | Sanford Bookstaver  | Safia M. Dirie                   | 29 lipca 2018    | nieemitowany |
| 44 | 6  | A Changed Man?            | Ami Canaan Mann     | Monica Mitchell                  | 5 sierpnia 2018  | nieemitowany |
| 45 | 7  | The Devil Inside          | Rob Hardy           | Heather Zuhlke                   | 12 sierpnia 2018 | nieemitowany |
| 46 | 8  | A Friend of the Family    | Hernan Otaño        | Vladimir Cvetko, Safia M. Dirie  | 19 sierpnia 2018 | nieemitowany |
| 47 | 9  | There's A Snitch Among Us | Gary Lennon         | Gary Lennon                      | 26 sierpnia 2018 | nieemitowany |
| 48 | 10 | When This Is Over         | MJ Bassett          | Courtney A. Kemp, Gabriela Uribe | 2 września 2018  | nieemitowany |

## Sezon 6 (2019-2020)
| Nr | #  | Tytuł                     | Reżyseria          | Scenariusz                          | Premiera Starz       | Premiera     |
| -- | -- | ------------------------- | ------------------ | ----------------------------------- | -------------------- | ------------ |
| 49 | 1  | Murderers                 | David Rodriguez    | Andre J. Ferguson, Courtney A. Kemp | 25 sierpnia 2018     | nieemitowany |
| 50 | 2  | Whose Side Are You On     | Hernan Otana       | Monica Mitchell                     | 1 września 2019      | nieemitowany |
| 51 | 3  | Forgot About Dre          | Curtis Jackson     | Courtney A. Kemp, Theo Travers      | 8 września 2019      | nieemitowany |
| 52 | 4  | Why Is Tommy Still Alive? | Kieron Hawkes      | Matt K. Turner                      | 15 września 2019     | nieemitowany |
| 53 | 5  | King's Gambit             | Sanford Bookstaver | Gabriela Uribe                      | 22 września 2019     | nieemitowany |
| 54 | 6  | Inside Man                | Shana Stein        | Eric Haywood                        | 29 września 2019     | nieemitowany |
| 55 | 7  | Like Father, Like Son     | Solvan Naim        | Andre J. Ferugson                   | 6 października 2019  | nieemitowany |
| 56 | 8  | Deal with the Devil       | Bart Wenrich       | Monica Mitchell, Gabriela Uribe     | 13 października 2019 | nieemitowany |
| 57 | 9  | Scorched Earth            | Gary Lennon        | Gary Lennon                         | 27 października 2019 | nieemitowany |
| 58 | 10 | No One Can Stop Me        | Shana Stein        | Courtney A. Kemp                    | 3 listopada 2019     | nieemitowany |
| 59 | 11 | Still DRE                 | Kieron Hawkes      | Matt K. Turner                      | 5 stycznia 2020      | nieemitowany |
| 60 | 12 | He Always Wins            | Bart Wenrich       | Monica Mitchell                     | 12 stycznia 2020     | nieemitowany |
| 61 | 13 | It's All Your Fault       | Hernán Otoño       | Theo Travers                        | 19 stycznia 2020     | nieemitowany |
| 62 | 14 | Reversal of Fortune       | Mario Van Peebles  | Eric Haywood                        | 26 stycznia 2020     | nieemitowany |
| 63 | 15 | Exactly How We Planned    | Anthony Hemingway  | Courtney A. Kemp, Gabriela Uribe    | 9 lutego 2020        | nieemitowany |